# Тюль (Франция)
Тюль (фр. Tulle, окс. Tula [ˈtylɔ]) — город на юго-западе Франции, административный центр департамента Коррез, расположенного в регионе Лимузен. Население города — около 15,5 тыс. человек.
Название ткани — тюль — произошло от названия города. Название города, в свою очередь, произошло от римского некрополя в честь Тутелы, в имперский период почитавшейся отдельной богиней.

## Мэры
- 2001—2008 — Франсуа Олланд
- с 2008 — Бернар Комб[фр.]

## Города-побратимы
1. Шорндорф, Германия (1969)
2. Бери, Великобритания (1969)
3. Смоленск, Россия (1981)[1].
4. Лозада, Португалия (1995)
5. Рентериа, Испания (1995)
6. Дуэвилле, Италия (2008)